# Wereldbeker alpineskiën 2021/2022
Het FIS wereldbeker alpineskiën seizoen 2021/2022 was het 56e seizoen sinds het seizoen 1966/1967. De reeks wedstrijden werd op zaterdag 23 oktober 2021 geopend met de traditionele reuzenslalom voor vrouwen in het Oostenrijkse skioord Sölden in Tirol. Het seizoen werd op zondag 20 maart 2022 afgesloten met een reuzenslalom voor vrouwen en een slalom voor mannen in het Franse Méribel.
De alpineskiër die op het einde van het seizoen de meeste punten had verzameld, won de algemene wereldbeker. Ook per discipline werd een apart wereldbekerklassement opgemaakt.

## Mannen

### Kalender
| Datum                                                                                                  | Plaats                 | Onderdeel    | Eerste                  | Tweede                  | Derde                |
| --- | ---------------------- | ------------ | ----------------------- | ----------------------- | -------------------- |
| 24/10/2021                                                                                             | Sölden                 | Reuzenslalom | Marco Odermatt          | Roland Leitinger        | Žan Kranjec          |
| 14/11/2021                                                                                             | Lech-Zürs              | Parallel     | Christian Hirschbühl    | Dominik Raschner        | Atle Lie McGrath     |
| 26/11/2021                                                                                             | Lake Louise            | Afdaling     | Afgelast                | Afgelast                | Afgelast             |
| 27/11/2021                                                                                             | Lake Louise            | Afdaling     | Matthias Mayer          | Vincent Kriechmayr      | Beat Feuz            |
| 28/11/2021                                                                                             | Lake Louise            | Super G      | Afgelast                | Afgelast                | Afgelast             |
| 02/12/2021                                                                                             | Beaver Creek           | Super G      | Marco Odermatt          | Matthias Mayer          | Broderick Thompson   |
| 03/12/2021                                                                                             | Beaver Creek           | Super G      | Aleksander Aamodt Kilde | Marco Odermatt          | Travis Ganong        |
| 04/12/2021                                                                                             | Beaver Creek           | Afdaling     | Aleksander Aamodt Kilde | Matthias Mayer          | Beat Feuz            |
| 05/12/2021                                                                                             | Beaver Creek           | Afdaling     | Afgelast                | Afgelast                | Afgelast             |
| 11/12/2021                                                                                             | Val-d'Isère            | Reuzenslalom | Marco Odermatt          | Alexis Pinturault       | Manuel Feller        |
| 12/12/2021                                                                                             | Val-d'Isère            | Slalom       | Clément Noël            | Kristoffer Jakobsen     | Filip Zubčić         |
| 17/12/2021                                                                                             | Val Gardena            | Super G      | Aleksander Aamodt Kilde | Matthias Mayer          | Vincent Kriechmayr   |
| 18/12/2021                                                                                             | Val Gardena            | Afdaling     | Bryce Bennett           | Otmar Striedinger       | Niels Hintermann     |
| 19/12/2021                                                                                             | Alta Badia             | Reuzenslalom | Henrik Kristoffersen    | Marco Odermatt          | Manuel Feller        |
| 20/12/2021                                                                                             | Alta Badia             | Reuzenslalom | Marco Odermatt          | Luca De Aliprandini     | Alexander Schmid     |
| 22/12/2021                                                                                             | Madonna di Campiglio   | Slalom       | Sebastian Foss-Solevåg  | Alexis Pinturault       | Kristoffer Jakobsen  |
| 28/12/2021                                                                                             | Bormio                 | Afdaling     | Dominik Paris           | Marco Odermatt          | Niels Hintermann     |
| 29/12/2021                                                                                             | Bormio                 | Super G      | Aleksander Aamodt Kilde | Raphael Haaser          | Vincent Kriechmayr   |
| 30/12/2021                                                                                             | Bormio                 | Super G      | Afgelast                | Afgelast                | Afgelast             |
| 06/01/2022                                                                                             | Zagreb                 | Slalom       | Afgelast                | Afgelast                | Afgelast             |
| 08/01/2022                                                                                             | Adelboden              | Reuzenslalom | Marco Odermatt          | Manuel Feller           | Alexis Pinturault    |
| 09/01/2022                                                                                             | Adelboden              | Slalom       | Johannes Strolz         | Manuel Feller           | Linus Straßer        |
| 13/01/2022                                                                                             | Wengen                 | Super G      | Marco Odermatt          | Aleksander Aamodt Kilde | Matthias Mayer       |
| 14/01/2022                                                                                             | Wengen                 | Afdaling     | Aleksander Aamodt Kilde | Marco Odermatt          | Beat Feuz            |
| 15/01/2022                                                                                             | Wengen                 | Afdaling     | Vincent Kriechmayr      | Beat Feuz               | Dominik Paris        |
| 16/01/2022                                                                                             | Wengen                 | Slalom       | Lucas Braathen          | Daniel Yule             | Giuliano Razzoli     |
| 21/01/2022                                                                                             | Kitzbühel              | Afdaling     | Aleksander Aamodt Kilde | Johan Clarey            | Blaise Giezendanner  |
| 22/01/2022                                                                                             | Kitzbühel              | Slalom       | Dave Ryding             | Lucas Braathen          | Henrik Kristoffersen |
| 23/01/2022                                                                                             | Kitzbühel              | Afdaling     | Beat Feuz               | Marco Odermatt          | Daniel Hemetsberger  |
| 25/01/2022                                                                                             | Schladming             | Slalom       | Linus Straßer           | Atle Lie McGrath        | Manuel Feller        |
| 3 tot en met 20 februari 2022: Olympische Winterspelen 2022 in Peking (telt niet mee voor wereldbeker) |                        |              |                         |                         |                      |
| 26/02/2022                                                                                             | Garmisch-Partenkirchen | Slalom       | Henrik Kristoffersen    | Loïc Meillard           | Manuel Feller        |
| 27/02/2022                                                                                             | Garmisch-Partenkirchen | Slalom       | Henrik Kristoffersen    | Dave Ryding             | Linus Straßer        |
| 04/03/2022                                                                                             | Kvitfjell              | Afdaling     | Cameron Alexander       |                         | Matthias Mayer       |
| 04/03/2022                                                                                             | Kvitfjell              | Afdaling     | Niels Hintermann        |                         | Matthias Mayer       |
| 05/03/2022                                                                                             | Kvitfjell              | Afdaling     | Dominik Paris           | Aleksander Aamodt Kilde | Niels Hintermann     |
| 05/03/2022                                                                                             | Kvitfjell              | Afdaling     | Dominik Paris           | Aleksander Aamodt Kilde | Beat Feuz            |
| 06/03/2022                                                                                             | Kvitfjell              | Super G      | Aleksander Aamodt Kilde | James Crawford          | Matthias Mayer       |
| 09/03/2022                                                                                             | Flachau                | Slalom       | Atle Lie McGrath        | Clément Noël            | Daniel Yule          |
| 12/03/2022                                                                                             | Kranjska Gora          | Reuzenslalom | Henrik Kristoffersen    | Lucas Braathen          | Marco Odermatt       |
| 13/03/2022                                                                                             | Kranjska Gora          | Reuzenslalom | Henrik Kristoffersen    | Stefan Brennsteiner     | Marco Odermatt       |
| 16/03/2022                                                                                             | Courchevel             | Afdaling     | Vincent Kriechmayr      | Marco Odermatt          | Beat Feuz            |
| 17/03/2022                                                                                             | Courchevel             | Super G      | Vincent Kriechmayr      | Marco Odermatt          | Gino Caviezel        |
| 19/03/2022                                                                                             | Méribel                | Reuzenslalom | Marco Odermatt          | Lucas Braathen          | Loïc Meillard        |
| 20/03/2022                                                                                             | Méribel                | Slalom       | Atle Lie McGrath        | Henrik Kristoffersen    | Manuel Feller        |

### Eindstanden
| Algemeen klassement | Algemeen klassement     | Algemeen klassement | Algemeen klassement | Algemeen klassement | Algemeen klassement | Algemeen klassement | Algemeen klassement | Algemeen klassement | Algemeen klassement | Algemeen klassement | Algemeen klassement |
| #                   | Naam                    | Land                | Punten              | #                   | Naam                | Land                | Punten              | #                   | Naam                | Land                | Punten              |
| ------------------- | ----------------------- | ------------------- | ------------------- | ------------------- | ------------------- | ------------------- | ------------------- | ------------------- | ------------------- | ------------------- | ------------------- |
| 1                   | Marco Odermatt          | SUI                 | 1639                | 11                  | Loïc Meillard       | SUI                 | 578                 | 21                  | Linus Straßer       | GER                 | 329                 |
| 2                   | Aleksander Aamodt Kilde | NOR                 | 1172                | 12                  | Atle Lie McGrath    | NOR                 | 534                 | 22                  | Marco Schwarz       | AUT                 | 327                 |
| 3                   | Henrik Kristoffersen    | NOR                 | 954                 | 13                  | Niels Hintermann    | SUI                 | 493                 | 23                  | Filip Zubčić        | CRO                 | 310                 |
| 4                   | Matthias Mayer          | AUT                 | 880                 | 14                  | James Crawford      | CAN                 | 396                 | 24                  | Daniel Yule         | SUI                 | 283                 |
| 5                   | Vincent Kriechmayr      | AUT                 | 840                 | 15                  | Ryan Cochran-Siegle | USA                 | 385                 | 25                  | Stefan Brennsteiner | AUT                 | 277                 |
| 6                   | Beat Feuz               | AUT                 | 820                 | 16                  | Gino Caviezel       | SUI                 | 366                 | 26                  | Max Franz           | AUT                 | 275                 |
| 7                   | ́Manuel Feller           | AUT                 | 687                 | 17                  | Justin Murisier     | SUI                 | 360                 | 27                  | Luca De Aliprandini | ITA                 | 273                 |
| 8                   | Dominik Paris           | ITA                 | 680                 | 18                  | Daniel Hemetsberger | AUT                 | 346                 | 28                  | Daniel Danklmaier   | AUT                 | 269                 |
| 9                   | Lucas Braathen          | NOR                 | 655                 | 19                  | Johan Clarey        | FRA                 | 342                 | 29                  | Stefan Rogentin     | SUI                 | 265                 |
| 10                  | Alexis Pinturault       | FRA                 | 603                 | 20                  | Travis Ganong       | USA                 | 341                 | 30                  | Dave Ryding         | GBR                 | 262                 |

| Afdaling | Afdaling                | Afdaling | Afdaling |
| #        | Naam                    | Land     | Punten   |
| -------- | ----------------------- | -------- | -------- |
| 1        | Aleksander Aamodt Kilde | NOR      | 620      |
| 2        | Beat Feuz               | SUI      | 607      |
| 3        | Dominik Paris           | ITA      | 522      |
| 4        | Marco Odermatt          | SUI      | 517      |
| 5        | Matthias Mayer          | AUT      | 508      |
| 6        | Vincent Kriechmayr      | AUT      | 465      |
| 7        | Niels Hintermann        | SUI      | 432      |
| 8        | Daniel Hemetsberger     | AUT      | 346      |
| 9        | Johan Clarey            | FRA      | 301      |
| 10       | Ryan Cochran-Siegle     | USA      | 230      |

| Super G | Super G                 | Super G | Super G |
| #       | Naam                    | Land    | Punten  |
| ------- | ----------------------- | ------- | ------- |
| 1       | ́Aleksander Aamodt Kilde | NOR     | 530     |
| 2       | Marco Odermatt          | SUI     | 402     |
| 3       | Vincent Kriechmayr      | AUT     | 375     |
| 4       | Matthias Mayer          | AUT     | 372     |
| 5       | James Crawford          | CAN     | 226     |
| 6       | Beat Feuz               | SUI     | 213     |
| 7       | Stefan Rogentin         | SUI     | 173     |
| 8       | Raphael Haaser          | AUT     | 170     |
| 9       | Dominik Paris           | ITA     | 158     |
| 10      | Ryan Cochran-Siegle     | USA     | 151     |

| Parallel | Parallel             | Parallel | Parallel |
| #        | Naam                 | Land     | Punten   |
| -------- | -------------------- | -------- | -------- |
| 1        | Christian Hirschbühl | AUT      | 100      |
| 2        | Dominik Raschner     | AUT      | 80       |
| 3        | Atle Lie McGrath     | NOR      | 60       |
| 4        | Henrik Kristoffersen | NOR      | 50       |
| 5        | Trevor Philp         | CAN      | 45       |
| 6        | Adrian Pertl         | AUT      | 40       |
| 7        | Erik Read            | CAN      | 36       |
| 8        | Štefan Hadalin       | SLO      | 32       |
| 9        | Julian Rauchfuß      | GER      | 29       |
| 10       | Žan Kranjec          | SLO      | 26       |

| Reuzenslalom | Reuzenslalom         | Reuzenslalom | Reuzenslalom |
| #            | Naam                 | Land         | Punten       |
| ------------ | -------------------- | ------------ | ------------ |
| 1            | Marco Odermatt       | SUI          | 720          |
| 2            | Henrik Kristoffersen | NOR          | 453          |
| 3            | Manuel Feller        | AUT          | 326          |
| 4            | Lucas Braathen       | NOR          | 308          |
| 5            | Alexis Pinturault    | FRA          | 300          |
| 6            | Luca De Aliprandini  | ITA          | 273          |
| 7            | Stefan Brennsteiner  | AUT          | 253          |
| 8            | Loïc Meillard        | SUI          | 252          |
| 9            | Justin Murisier      | SUI          | 246          |
| 10           | Gino Caviezel        | SUI          | 218          |

| Slalom | Slalom                 | Slalom | Slalom |
| #      | Naam                   | Land   | Punten |
| ------ | ---------------------- | ------ | ------ |
| 1      | Henrik Kristoffersen   | NOR    | 451    |
| 2      | Manuel Feller          | AUT    | 361    |
| 3      | Atle Lie McGrath       | NOR    | 348    |
| 4      | Lucas Braathen         | NOR    | 347    |
| 5      | Linus Straßer          | GER    | 307    |
| 6      | Daniel Yule            | SUI    | 283    |
| 7      | Loïc Meillard          | SUI    | 283    |
| 8      | Dave Ryding            | GBR    | 262    |
| 9      | Clément Noël           | FRA    | 257    |
| 10     | Sebastian Foss-Solevåg | NOR    | 252    |

## Vrouwen

### Kalender
| Datum                                                                                                  | Plaats                 | Onderdeel    | Eerste                | Tweede                  | Derde                 |
| --- | ---------------------- | ------------ | --------------------- | ----------------------- | --------------------- |
| 23/10/2021                                                                                             | Sölden                 | Reuzenslalom | Mikaela Shiffrin      | Lara Gut-Behrami        | Petra Vlhová          |
| 13/11/2021                                                                                             | Lech-Zürs              | Parallel     | Andreja Slokar        | Thea Louise Stjernesund | Kristin Lysdahl       |
| 20/11/2021                                                                                             | Levi                   | Slalom       | Petra Vlhová          | Mikaela Shiffrin        | Lena Dürr             |
| 21/11/2021                                                                                             | Levi                   | Slalom       | Petra Vlhová          | Mikaela Shiffrin        | Lena Dürr             |
| 27/11/2021                                                                                             | Killington             | Reuzenslalom | Afgebroken            | Afgebroken              | Afgebroken            |
| 28/11/2021                                                                                             | Killington             | Slalom       | Mikaela Shiffrin      | Petra Vlhová            | Wendy Holdener        |
| 03/12/2021                                                                                             | Lake Louise            | Afdaling     | Sofia Goggia          | Breezy Johnson          | Mirjam Puchner        |
| 04/12/2021                                                                                             | Lake Louise            | Afdaling     | Sofia Goggia          | Breezy Johnson          | Corinne Suter         |
| 05/12/2021                                                                                             | Lake Louise            | Super G      | Sofia Goggia          | Lara Gut-Behrami        | Mirjam Puchner        |
| 11/12/2021                                                                                             | Sankt Moritz           | Super G      | Lara Gut-Behrami      | Sofia Goggia            | Mikaela Shiffrin      |
| 12/12/2021                                                                                             | Sankt Moritz           | Super G      | Federica Brignone     | Elena Curtoni           | Mikaela Shiffrin      |
| 18/12/2021                                                                                             | Val-d'Isère            | Afdaling     | Sofia Goggia          | Breezy Johnson          | Mirjam Puchner        |
| 19/12/2021                                                                                             | Val-d'Isère            | Super G      | Sofia Goggia          | Ragnhild Mowinckel      | Elena Curtoni         |
| 21/12/2021                                                                                             | Courchevel             | Reuzenslalom | Mikaela Shiffrin      | Sara Hector             | Michelle Gisin        |
| 22/12/2021                                                                                             | Courchevel             | Reuzenslalom | Sara Hector           | Mikaela Shiffrin        | Marta Bassino         |
| 28/12/2021                                                                                             | Lienz                  | Reuzenslalom | Tessa Worley          | Petra Vlhová            | Sara Hector           |
| 29/12/2021                                                                                             | Lienz                  | Slalom       | Petra Vlhová          | Katharina Liensberger   | Michelle Gisin        |
| 04/01/2022                                                                                             | Zagreb                 | Slalom       | Petra Vlhová          | Mikaela Shiffrin        | Katharina Liensberger |
| 08/01/2022                                                                                             | Kranjska Gora          | Reuzenslalom | Sara Hector           | Tessa Worley            | Marta Bassino         |
| 09/01/2022                                                                                             | Kranjska Gora          | Slalom       | Petra Vlhová          | Wendy Holdener          | Anna Swenn-Larsson    |
| 11/01/2022                                                                                             | Flachau                | Slalom       | Mikaela Shiffrin      | Petra Vlhová            | Lena Dürr             |
| 15/01/2022                                                                                             | Altenmarkt-Zauchensee  | Afdaling     | Lara Gut-Behrami      | Kira Weidle             | Ramona Siebenhofer    |
| 16/01/2022                                                                                             | Altenmarkt-Zauchensee  | Super G      | Federica Brignone     | Corinne Suter           | Ariane Rädler         |
| 22/01/2022                                                                                             | Cortina d'Ampezzo      | Afdaling     | Sofia Goggia          | Ramona Siebenhofer      | Ester Ledecká         |
| 23/01/2022                                                                                             | Cortina d'Ampezzo      | Afdaling     | Elena Curtoni         | Tamara Tippler          | Michelle Gisin        |
| 25/01/2022                                                                                             | Kronplatz              | Reuzenslalom | Sara Hector           | Petra Vlhová            | Tessa Worley          |
| 29/01/2022                                                                                             | Garmisch-Partenkirchen | Afdaling     | Corinne Suter         | Jasmine Flury           | Cornelia Hütter       |
| 30/01/2022                                                                                             | Garmisch-Partenkirchen | Super G      | Federica Brignone     |                         | Tamara Tippler        |
| 30/01/2022                                                                                             | Garmisch-Partenkirchen | Super G      | Cornelia Hütter       |                         | Tamara Tippler        |
| 8 tot en met 21 februari 2021: Olympische Winterspelen 2022 in Peking (telt niet mee voor wereldbeker) |                        |              |                       |                         |                       |
| 26/02/2022                                                                                             | Crans-Montana          | Afdaling     | Ester Ledecká         | Ragnhild Mowinckel      | Cornelia Hütter       |
| 27/02/2022                                                                                             | Crans-Montana          | Afdaling     | Priska Nufer          | Ester Ledecká           | Sofia Goggia          |
| 05/03/2022                                                                                             | Lenzerheide            | Super G      | Romane Miradoli       | Mikaela Shiffrin        | Lara Gut-Behrami      |
| 06/03/2022                                                                                             | Lenzerheide            | Reuzenslalom | Tessa Worley          | Federica Brignone       | Sara Hector           |
| 11/03/2022                                                                                             | Åre                    | Reuzenslalom | Petra Vlhová          | Marta Bassino           | Mikaela Shiffrin      |
| 12/03/2022                                                                                             | Åre                    | Slalom       | Katharina Liensberger | Mina Fürst Holtmann     | Michelle Gisin        |
| 16/03/2022                                                                                             | Courchevel             | Afdaling     | Mikaela Shiffrin      | Christine Scheyer       |                       |
| 16/03/2022                                                                                             | Courchevel             | Afdaling     | Mikaela Shiffrin      | Joana Hählen            |                       |
| 17/03/2022                                                                                             | Courchevel             | Super G      | Ragnhild Mowinckel    | Mikaela Shiffrin        | Michelle Gisin        |
| 19/03/2022                                                                                             | Méribel                | Slalom       | Andreja Slokar        | Lena Dürr               | Petra Vlhová          |
| 20/03/2022                                                                                             | Méribel                | Reuzenslalom | Federica Brignone     | Marta Bassino           | Petra Vlhová          |

### Eindstanden
| Algemeen klassement | Algemeen klassement | Algemeen klassement | Algemeen klassement | Algemeen klassement | Algemeen klassement   | Algemeen klassement | Algemeen klassement | Algemeen klassement | Algemeen klassement | Algemeen klassement | Algemeen klassement |
| #                   | Naam                | Land                | Punten              | #                   | Naam                  | Land                | Punten              | #                   | Naam                | Land                | Punten              |
| ------------------- | ------------------- | ------------------- | ------------------- | ------------------- | --------------------- | ------------------- | ------------------- | ------------------- | ------------------- | ------------------- | ------------------- |
| 1                   | Mikaela Shiffrin    | USA                 | 1493                | 11                  | Lara Gut-Behrami      | SUI                 | 664                 | 21                  | Cornelia Hütter     | AUT                 | 399                 |
| 2                   | Petra Vlhová        | SVK                 | 1309                | 12                  | Ramona Siebenhofer    | AUT                 | 636                 | 21                  | Tamara Tippler      | AUT                 | 399                 |
| 3                   | Federica Brignone   | ITA                 | 1055                | 13                  | Elena Curtoni         | ITA                 | 585                 | 23                  | Andreja Slokar      | SLO                 | 383                 |
| 4                   | Ragnhild Mowinckel  | NOR                 | 880                 | 14                  | Wendy Holdener        | SUI                 | 513                 | 24                  | Joana Hählen        | SUI                 | 378                 |
| 5                   | Michelle Gisin      | SUI                 | 874                 | 15                  | Katharina Liensberger | AUT                 | 511                 | 25                  | Ana Bucik           | SLO                 | 376                 |
| 6                   | Sofia Goggia        | ITA                 | 873                 | 16                  | Mirjam Puchner        | AUT                 | 502                 | 26                  | Jasmine Flury       | SUI                 | 352                 |
| 7                   | Sara Hector         | SWE                 | 760                 | 17                  | Lena Dürr             | GER                 | 473                 | 27                  | Kira Weidle         | GER                 | 343                 |
| 8                   | Tessa Worley        | FRA                 | 747                 | 18                  | Romane Miradoli       | FRA                 | 444                 | 28                  | Breezy Johnson      | USA                 | 322                 |
| 9                   | Corinne Suter       | SUI                 | 697                 | 19                  | Ester Ledecká         | CZE                 | 443                 | 29                  | Priska Nufer        | SUI                 | 304                 |
| 10                  | Marta Bassino       | ITA                 | 673                 | 20                  | Katharina Truppe      | AUT                 | 433                 | 30                  | Mina Fürst Holtmann | NOR                 | 287                 |

| Afdaling | Afdaling           | Afdaling | Afdaling |
| #        | Naam               | Land     | Punten   |
| -------- | ------------------ | -------- | -------- |
| 1        | Sofia Goggia       | ITA      | 504      |
| 2        | Corinne Suter      | SUI      | 407      |
| 3        | Ester Ledecká      | CZE      | 339      |
| 4        | Ramona Siebenhofer | AUT      | 331      |
| 5        | Mirjam Puchner     | AUT      | 296      |
| 6        | Ragnhild Mowinckel | NOR      | 274      |
| 7        | Priska Nufer       | SUI      | 257      |
| 8        | Nadia Delago       | ITA      | 246      |
| 9        | Breezy Johnson     | USA      | 240      |
| 10       | Christine Scheyer  | AUT      | 237      |

| Super G | Super G            | Super G | Super G |
| #       | Naam               | Land    | Punten  |
| ------- | ------------------ | ------- | ------- |
| 1       | Federica Brignone  | ITA     | 506     |
| 2       | Elena Curtoni      | ITA     | 390     |
| 3       | Mikaela Shiffrin   | USA     | 380     |
| 4       | Ragnhild Mowinckel | NOR     | 353     |
| 5       | Sofia Goggia       | ITA     | 332     |
| 6       | Lara Gut-Behrami   | SUI     | 286     |
| 7       | Tamara Tippler     | AUT     | 285     |
| 8       | Corinne Suter      | SUI     | 277     |
| 9       | Romane Miradoli    | FRA     | 275     |
| 10      | Marta Bassino      | ITA     | 240     |

| Parallel | Parallel                | Parallel | Parallel |
| #        | Naam                    | Land     | Punten   |
| -------- | ----------------------- | -------- | -------- |
| 1        | Andreja Slokar          | SLO      | 100      |
| 2        | Thea Louise Stjernesund | NOR      | 80       |
| 3        | Kristin Lysdahl         | NOR      | 60       |
| 4        | Marta Bassino           | ITA      | 50       |
| 5        | Sara Hector             | SWE      | 45       |
| 6        | Marte Monsen            | NOR      | 40       |
| 7        | Lena Dürr               | GER      | 36       |
| 8        | Tina Robnik             | SLO      | 32       |
| 9        | Stephanie Brunner       | AUT      | 29       |
| 10       | Coralie Frasse Sombet   | FRA      | 26       |

| Reuzenslalom | Reuzenslalom            | Reuzenslalom | Reuzenslalom |
| #            | Naam                    | Land         | Punten       |
| ------------ | ----------------------- | ------------ | ------------ |
| 1            | Tessa Worley            | FRA          | 567          |
| 2            | Sara Hector             | SWE          | 540          |
| 3            | Mikaela Shiffrin        | USA          | 507          |
| 4            | Petra Vlhová            | SVK          | 491          |
| 5            | Marta Bassino           | ITA          | 356          |
| 6            | Federica Brignone       | ITA          | 316          |
| 7            | Ragnhild Mowinckel      | NOR          | 253          |
| 8            | Michelle Gisin          | SUI          | 247          |
| 9            | Maryna Gąsienica-Daniel | POL          | 219          |
| 10           | Katharina Truppe        | AUT          | 203          |

| Slalom | Slalom                | Slalom | Slalom |
| #      | Naam                  | Land   | Punten |
| ------ | --------------------- | ------ | ------ |
| 1      | Petra Vlhová          | SVK    | 770    |
| 2      | Mikaela Shiffrin      | USA    | 501    |
| 3      | Lena Dürr             | GER    | 437    |
| 4      | Katharina Liensberger | AUT    | 392    |
| 5      | Wendy Holdener        | SUI    | 357    |
| 6      | Ana Bucik             | SLO    | 277    |
| 7      | Michelle Gisin        | SUI    | 247    |
| 8      | Andreja Slokar        | SLO    | 225    |
| 9      | Katharina Truppe      | AUT    | 219    |
| 10     | Anna Swenn-Larsson    | SWE    | 208    |

## Landenwedstrijd
| Datum      | Plaats               | Onderdeel | Eerste                                                                        | Tweede                                                                           | Derde                                                           |
| ---------- | -------------------- | --------- | ----------------------------------------------------------------------------- | -------------------------------------------------------------------------------- | --------------------------------------------------------------- |
| 18/03/2021 | Courchevel & Méribel | Team      | Zwitserland Delphine Darbellay Andrea Ellenberger Fadri Janutin Livio Simonet | Oostenrijk Ricarda Haaser Katharina Truppe Stefan Brennsteiner Patrick Feurstein | Duitsland Lena Dürr Antonia Kermer Fabian Gratz Julian Rauchfuß |

## Uitzendrechten
- Europa: Eurosport[a][5][6]
- Bulgarije: BNT
- Denemarken: NENT (TV3 Sport, TV3 Max en Viaplay)
- Duitsland: ARD/ZDF[7][8] en Eurosport
- Finland: NENT (Viaplay; uitgezonderd Zwitserse en Oostenrijkse wedstrijden) en YLE[9][10]
- Italië: Rai Sport en Eurosport
- Kroatië: HRT 2 en Eurosport

- Noorwegen: NENT (TV3 Norge en Viaplay)
- Oostenrijk: ORF[11] en Eurosport
- Slovenië: RTV SLO en Eurosport
- Slowakije: Dvojka en Eurosport
- Tsjechië: CT Sport en Eurosport
- Zweden: NENT (TV6 en Viaplay)[12][13]
- Zwitserland: SRG SSR[14] en Eurosport

1. ↑  Eurosport heeft de exclusieve rechten in: Albanië, Andorra, Armenië, Azerbeidzjan, België, Bosnië en Herzegovina, Cyprus, Estland, Frankrijk (geselecteerde races), Georgië, Hongarije, Ierland, Israël, Kazachstan, Kosovo, Kirgizië, Letland, Liechtenstein, Litouwen, Luxemburg, Malta, Moldavië, Monaco, Montenegro, Nederland, Polen, Portugal, Oekraïne, Oezbekistan, Spanje, Tadzjikistan, Turkmenistan, Noord-Macedonië, Roemenië, Rusland, Servië, Turkije, Verenigd Koninkrijk, Wit-Rusland